# Kévin Soni
Kévin Olivier Soni (Douala, 17 aprile 1998) è un calciatore camerunese, centrocampista del Železničar Pančevo.

## Carriera

### Club
Soni ha cominciato la carriera con la maglia del Bordeaux. Ha esordito con la squadra riserve del club omonimo, militante nello Championnat de France amateur (CFA) in data 31 gennaio 2015, schierato titolare nella sconfitta per 2-1 maturata sul campo del Mont-de-Marsan. Il 7 marzo successivo ha trovato la prima rete, nella vittoria per 1-2 in casa del Nantes 2.
In data 21 gennaio 2015 aveva invece avuto l'opportunità di debuttare per la prima squadra, sostituendo Nicolas Maurice-Belay nella sconfitta per 2-1 contro il PSG, sfida valida per la Coupe de France. Il 23 agosto successivo ha invece disputato la prima partita nella Ligue 1, schierato titolare nel pareggio a reti inviolate in casa del Lilla.
L'8 settembre 2016 è passato al Pau con la formula del prestito.
Il 12 settembre 2023 viene acquistato dal Rapid Bucarest.

### Nazionale
Soni è stato convocato dal Camerun under 20 in vista della Coppa delle Nazioni Africane di categoria del 2017. Il 27 febbraio ha effettuato quindi il proprio esordio nella manifestazione, schierato titolare nella sconfitta per 1-3 contro il Sudafrica.

## Statistiche

### Presenze e reti nei club
Statistiche aggiornate al 27 febbraio 2017.
| Stagione          | Club              | Campionato        | Campionato | Campionato | Coppe nazionali | Coppe nazionali | Coppe nazionali | Coppe continentali | Coppe continentali | Coppe continentali | Supercoppe | Supercoppe | Supercoppe | Totale | Totale |
| Stagione          | Club              | Comp              | Pres       | Reti       | Comp            | Pres            | Reti            | Comp               | Pres               | Reti               | Comp       | Pres       | Reti       | Pres   | Reti   |
| ----------------- | ----------------- | ----------------- | ---------- | ---------- | --------------- | --------------- | --------------- | ------------------ | ------------------ | ------------------ | ---------- | ---------- | ---------- | ------ | ------ |
| 2014-2015         | Bordeaux 2        | CFA               | 10         | 2          | -               | -               | -               | -                  | -                  | -                  | -          | -          | -          | 10     | 2      |
| 2015-2016         | Bordeaux 2        | CFA               | 23         | 3          | -               | -               | -               | -                  | -                  | -                  | -          | -          | -          | 23     | 3      |
| ago.-set. 2016    | Bordeaux 2        | CFA2              | 1          | 0          | -               | -               | -               | -                  | -                  | -                  | -          | -          | -          | 1      | 0      |
| Totale Bordeaux 2 | Totale Bordeaux 2 | Totale Bordeaux 2 | 34         | 5          |                 | -               | -               |                    | -                  | -                  |            | -          | -          | 34     | 5      |
| 2014-2015         | Bordeaux          | L1                | 0          | 0          | CF+CdL          | 1+0             | 0               | -                  | -                  | -                  | -          | -          | -          | 1      | 0      |
| 2015-2016         | Bordeaux          | L1                | 2          | 0          | CF+CdL          | 1+0             | 0               | -                  | -                  | -                  | -          | -          | -          | 3      | 0      |
| Totale Bordeaux   | Totale Bordeaux   | Totale Bordeaux   | 2          | 0          |                 | 2+0             | 0               |                    | -                  | -                  |            | -          | -          | 4      | 0      |
| set. 2016-2017    | Pau               | N                 | 12         | 2          | CF              | 2               | 0               | -                  | -                  | -                  | -          | -          | -          | 14     | 2      |
| Totale            | Totale            | Totale            | 48         | 7          |                 | 4+0             | 0               |                    | -                  | -                  |            | -          | -          | 52     | 7      |